# Love, Luck and Gasoline (film 1910)
Love, Luck and Gasoline è un cortometraggio muto del 1910 diretto da Wilfrid North.

## Produzione
Il film fu prodotto dalla Vitagraph Company of America.

## Distribuzione
Distribuito dalla General Film Company, il film - un cortometraggio in una bobina - uscì nelle sale cinematografiche statunitensi il 26 novembre 1910.